# Campeonato Cearense de Futebol de 2011
O Campeonato Cearense de Futebol de 2011 foi a 97ª edição do torneio. 
O Ceará se consagrou campeão arrastão, ganhando o direito de disputar a Copa do Brasil de 2012, e o vice-campeão o foi o Guarani de Juazeiro, ganhando o direito de disputar a Série D de 2011. O Ceará obteve a melhor campanha já vista em toda a história do Campeonato Cearense (edições com 12 clubes).
AD Limoeiro e Quixadá foram rebaixados para a Segunda Divisão Cearense de 2012.

## Fórmula de disputa
Assim como nas últimas edições, os participantes jogam em fase classificatória. No primeiro turno, os clubes jogam em confrontos diretos, somente em sistema de "ida", classificando-se para as semifinais os quatro primeiros colocados. Na semifinal, os jogos se dão por cruzamento olímpico (o 1° colocado enfrenta o 4° colocado e o 2° enfrenta o 3°), em uma única partida. Os vencedores se enfrentarão na final do turno também em partida única, sendo o vencedor do confronto declarado o campeão do 1° turno.
No segundo turno, os clubes jogam em confrontos diretos, somente em sistema de "volta", classificando-se para as semifinais os quatro primeiros colocados. As semifinais e final se darão da mesma maneira do 1° turno.
As equipes vencedoras de cada turno disputam entre si dois jogos finais, sendo o vencedor do confronto declarado campeão cearense e representante do Ceará na Copa do Brasil de 2012. Caso a mesma equipe conquiste os dois turnos, será declarada campeã automaticamente.
As equipes classificadas em décimo primeiro e décimo segundo lugares serão rebaixadas e deverão disputar a 2ª divisão do Campeonato Cearense de 2012.
As duas equipes do interior do estado de melhor campanha em todo o campeonato e que não tenham vencido nenhum turno, decidirão o título de Campeão do Interior, que será realizado em duas partidas, em ida e volta.

## Primeiro turno (Taça Estado do Ceará)

### Classificação
|  |                                         |
|  | Zona de classificação para a fase final |

### Fase final
|  | Semifinal                  | Semifinal |   |  | Final                  | Final |  |
|  |                            |           |   |  |                        |       |  |
|  | 27 de fevereiro - Castelão |           |   |  |                        |       |  |
|  | Ceará                      | 4         |   |  |                        |       |  |
|  | Horizonte                  | 0         |   |  |                        |       |  |
|  |                            |           |   |  |                        |       |  |
|  |                            |           |   |  | 02 de março - Castelão |       |  |
|  |                            |           |   |  | Ceará                  | 1     |  |
|  |                            | Fortaleza | 0 |  |                        |       |  |
|  |                            |           |   |  |                        |       |  |
|  |                            |           |   |  |                        |       |  |
|  |                            |           |   |  |                        |       |  |
|  | 26 de fevereiro - Castelão |           |   |  |                        |       |  |
|  | Fortaleza                  | 2         |   |  |                        |       |  |
|  | Guarani de Juazeiro        | 0         |   |  |                        |       |  |

## Segundo turno (Taça Cidade de Fortaleza)

### Classificação
|  |                                         |
|  | Zona de classificação para a fase final |

### Fase final
|  | Semifinal              | Semifinal           |   |  | Final                         | Final |  |
|  |                        |                     |   |  |                               |       |  |
|  | 1 de maio - Domingão   |                     |   |  |                               |       |  |
|  | Ceará                  | 1                   |   |  |                               |       |  |
|  | Guarany de Sobral      | 0                   |   |  |                               |       |  |
|  |                        |                     |   |  |                               |       |  |
|  |                        |                     |   |  | 4 de maio - Presidente Vargas |       |  |
|  |                        |                     |   |  | Ceará                         | 5     |  |
|  |                        | Guarani de Juazeiro | 0 |  |                               |       |  |
|  |                        |                     |   |  |                               |       |  |
|  |                        |                     |   |  |                               |       |  |
|  |                        |                     |   |  |                               |       |  |
|  | 30 de abril - Romeirão |                     |   |  |                               |       |  |
|  | Guarani de Juazeiro    | 4                   |   |  |                               |       |  |
|  | Horizonte              | 0                   |   |  |                               |       |  |

## Final do interior (Taça Padre Cícero)
Primeiro jogo
| 10 de maio | Horizonte | 2 – 2 | Guarani de Juazeiro  | Domingão    |
| 20:45      | Elanardo  |       | Zé Augusto · Netinho | Público: 54 |

Segundo jogo
| 14 de maio | Guarani de Juazeiro | 4 – 0 | Horizonte | Romeirão |
| 15:45      |                     |       |           |          |

## Jogos
|                     | CEA | CRA | FER | FOR | GJU | GSO | HOR | ICA | ITA | LIM | QUI | TIR |
| ------------------- | --- | --- | --- | --- | --- | --- | --- | --- | --- | --- | --- | --- |
| Ceará               | —   | 4–0 | 3–1 | 0–1 | 1–1 | 2–3 | 4–2 | 4–2 | 1–0 | 1–0 | 1–0 | 2–0 |
| Crato               | 0–1 | —   | 1–1 | 0–5 | 1–3 | 1–1 | 4–3 | 0–0 | 0–2 | 4–2 | 3–1 | 2–3 |
| Ferroviário         | 0–5 | 2–1 | —   | 1–2 | 0–1 | 1–2 | 2–5 | 1–0 | 0–1 | 1–0 | 2–1 | 1–4 |
| Fortaleza           | 1–2 | 0–1 | 0–1 | —   | 2–2 | 2–1 | 0–3 | 5–1 | 3–2 | 4–0 | 1–0 | 3–1 |
| Guarani de Juazeiro | 1–0 | 0–1 | 3–0 | 3–1 | —   | 3–3 | 1–1 | 2–1 | 2–1 | 2–0 | 6–1 | 0–5 |
| Guarany de Sobral   | 2–2 | 3–1 | 2–1 | 3–1 | 2–2 | —   | 1–2 | 0–1 | 4–0 | 1–1 | 1–1 | 1–0 |
| Horizonte           | 1–2 | 3–2 | 3–1 | 0–0 | 4–2 | 1–3 | —   | 2–2 | 2–1 | 1–0 | 4–0 | 2–1 |
| Icasa               | 0–2 | 4–3 | 1–1 | 3–2 | 0–4 | 2–1 | 2–0 | —   | 0–1 | 1–0 | 3–0 | 0–1 |
| Itapipoca           | 1–5 | 2–1 | 3–2 | 0–4 | 2–0 | 5–2 | 0–2 | 2–1 | —   | 0–0 | 1–1 | 1–0 |
| Limoeiro            | 1–4 | 1–3 | 4–0 | 2–2 | 0–1 | 0–0 | 1–0 | 1–4 | 3–1 | —   | 1–2 | 3–3 |
| Quixadá             | 1–2 | 3–2 | 1–2 | 2–3 | 3–3 | 1–2 | 2–2 | 1–0 | 3–2 | 2–1 | —   | 1–5 |
| Tiradentes          | 0–1 | 3–2 | 2–0 | 1–2 | 1–2 | 0–1 | 6–5 | 2–2 | 0–1 | 5–1 | 2–0 | —   |

| Vitória do mandante; Vitória do visitante; Empate. | Em vermelho os jogos da próxima rodada; Em negrito os jogos "clássicos". |

## Desempenho por rodada
Clubes que lideraram o campeonato ao final de cada rodada:
| 1º turno  | 1º turno  | 1º turno  | 1º turno  | 1º turno | 1º turno | 1º turno | 1º turno | 1º turno | 1º turno | 1º turno | 2º turno | 2º turno | 2º turno | 2º turno  | 2º turno  | 2º turno  | 2º turno | 2º turno | 2º turno | 2º turno | 2º turno |
| --------- | --------- | --------- | --------- | -------- | -------- | -------- | -------- | -------- | -------- | -------- | -------- | -------- | -------- | --------- | --------- | --------- | -------- | -------- | -------- | -------- | -------- |
| 1         | 2         | 3         | 4         | 5        | 6        | 7        | 8        | 9        | 10       | 11       | 1        | 2        | 3        | 4         | 5         | 6         | 7        | 8        | 9        | 10       | 11       |
| FORTALEZA | FORTALEZA | FORTALEZA | FORTALEZA | CEARÁ    | CEARÁ    | CEARÁ    | CEARÁ    | CEARÁ    | CEARÁ    | CEARÁ    | CEA      | FER      | FER      | GUARANI/J | GUARANI/J | GUARANI/J | CEARÁ    | CEARÁ    | CEARÁ    | CEARÁ    | CEARÁ    |

Clubes que ficaram na última posição do campeonato ao final de cada rodada:
| 1º turno | 1º turno | 1º turno                    | 1º turno | 1º turno | 1º turno | 1º turno | 1º turno | 1º turno | 1º turno | 1º turno | 2º turno | 2º turno | 2º turno | 2º turno | 2º turno | 2º turno | 2º turno | 2º turno | 2º turno | 2º turno | 2º turno |
| -------- | -------- | --------------------------- | -------- | -------- | -------- | -------- | -------- | -------- | -------- | -------- | -------- | -------- | -------- | -------- | -------- | -------- | -------- | -------- | -------- | -------- | -------- |
| 1        | 2        | 3                           | 4        | 5        | 6        | 7        | 8        | 9        | 10       | 11       | 1        | 2        | 3        | 4        | 5        | 6        | 7        | 8        | 9        | 10       | 11       |
| GJU      | LIM      | Guarany Esporte Clube (GSO) | QUI      | CRA      | QUIXADÁ  | QUIXADÁ  | QUIXADÁ  | QUIXADÁ  | QUIXADÁ  | FER      | LIMOEIRO | LIMOEIRO | LIMOEIRO | LIMOEIRO | LIMOEIRO | LIMOEIRO | LIMOEIRO | LIMOEIRO | LIMOEIRO | LIMOEIRO | LIMOEIRO |

## Maiores públicos
Esses foram os maiores públicos do Campeonato:

## Estatísticas de Público

### Média de Público
A média de público considera apenas os jogos da equipe como mandante. Tendo, nas semifinais e finais, o público dividido, igualmente, para os dois clubes.
| Nº | Time                | Total   | Jogos    | Média |
| -- | ------------------- | ------- | -------- | ----- |
| 1  | Ceará*              | 140.791 | 15 jogos | 9.386 |
| 2  | Fortaleza           | 83.442  | 13 jogos | 6.419 |
| 3  | Guarani de Juazeiro | 25.565  | 14 jogos | 1.826 |
| 4  | Guarany de Sobral   | 18.470  | 12 jogos | 1.539 |
| 5  | Ferroviário*        | 15.573  | 11 jogos | 1.416 |
| 6  | Horizonte           | 15.944  | 12 jogos | 1.329 |
| 7  | Icasa               | 14.361  | 11 jogos | 1.306 |
| 8  | Tiradentes-CE*      | 9.917   | 11 jogos | 902   |
| 9  | Crato               | 7.229   | 11 jogos | 657   |
| 10 | Itapipoca           | 4.998   | 11 jogos | 454   |
| 11 | Quixadá             | 3.227   | 11 jogos | 293   |
| 12 | AD Limoeiro         | 3.200   | 11 jogos | 291   |

| Maior média de público do Cearense 2011 |
| Fortaleza                               |
| --------------------------------------- |
| CEARÁ Terceiro ano seguido (13ª vez)    |

- i. ^ Considera-se apenas o público pagante

* O Ceará, Tiradentes e Ferroviário tiveram 1 jogo com portões fechados, ou seja, foi computado como se em 1 jogo não tivesse a presença de torcedores.
* Por jogar no Domingão, por todo o segundo turno, e ter 1 jogo com portões fechados, o Ceará caiu de uma média de 12.315 pagantes no 1º turno para uma média de 6.823 pagantes no 2º turno. 

### Contra os grandes
Veja abaixo, os públicos dos times contra os grandes do futebol cearense, Ceará Sporting Club e Fortaleza Esporte Clube.
|  |               |
|  | Maior público |

## Premiação (Troféu Verdes Mares)
- Craque do Campeonato: Michel (Ceará)

- Craque da Galera: Marcelo Nicácio (Ceará)

- Seleção do campeonato:
  - Goleiro: Fernando Henrique (Ceará)
  - Zagueiros: Fabrício (Ceará) e Erivelton (Ceará)
  - Laterais:  Boiadeiro (Ceará) e Guto (Fortaleza)
  - Volantes: Michel (Ceará) e João Marcos (Ceará)
  - Meio-campistas: Geraldo (Ceará) e Jerson (Guarani de Juazeiro)
  - Atacantes: Wanderley (Guarany de Sobral) e Marcelo Nicácio (Ceará)

- Artilheiro: Marcelo Nicácio (Ceará)

- Melhor técnico: Júlio Araújo (Guarani de Juazeiro)

- Melhor árbitro: Almeida Filho

- Melhor assistente (árbitro): Thiago Brigido

- Goleiro menos vazado: Fernando Henrique (Ceará)

- Revelação: Siloé (Horizonte)

- Homenageado: Edmar Araújo

- Clube homenageado: Guarany de Sobral, por se consagrar como o primeiro clube cearense a ganhar uma competição nacional, a Série D de 2010.